# Piotr Wójcik (lekkoatleta)
Piotr Wójcik (ur. 7 lutego 1965 w Giżycku) – polski lekkoatleta, który specjalizował się w biegach płotkarskich.

## Kariera sportowa
W biegu na 110 m przez płotki dwukrotnie reprezentował Polskę w mistrzostwach świata - Tokio 1991 (odpadł w pierwszej rundzie) oraz Stuttgart 1993 (odpadł w półfinale). Dwukrotny reprezentant Polski w biegu 60 m przez płotki 1994 odpadł w półfinale halowych mistrzostw Europy, 1991 w mistrzostwa Świata Sewilla odpadł w półfinale.  Wielokrotny medalista mistrzostw Polski. Startował w barwach klubów wojskowych: Legii Warszawa i Śląska Wrocław.

## Rekordy życiowe
- bieg na 60 m przez płotki – 7,70 s. (9 marca 1991, Sewilla)
- bieg na 110 m przez płotki – 13,47 s. (27 sierpnia 1991, Tokio) – 11. wynik w historii polskiej lekkoatletyki[1] oraz 13,4 s. (pomiar ręczny: 10 lipca 1993, Sopot)